# ديف ماكوين
ديف ماكوين (بالإنجليزية: Dave McEwen)‏ لاعب كُرة قدم إنجليزي مُحترف، لَعِبَ في كل من توتنهام هوتسبر وكوينز بارك رينجرز في الدوري الإنجليزي.

## مسيرته
وقَّع من دولويتش هاملت في مارس 2000، تألق في البداية في احتياطي توتنهام قبل أن يظهر كبديل ليس له فرصة باللعب ضد ويمبلدون في 22 أبريل. ثم بعد ذلك استبدل ستيفن إيفرسن في آخر 20 دقيقة ضد ديربي كاونتي في المباراة التالية. في شهر يناير 2001 خاض آخر ثلاث مباريات بديلة له ضد إيفرتون وساوثامبتون ويست هام يونايتد ليحل محل ويليم كورستن، ليس فيرديناند وأيضا سيرجي ريبروف على التوالي. الفترة التي قضاها في نادي توتنهام كانت غير ناجحة على الإطلاق ومن ثم استبدل في النهاية كأحتياطي من قبل أندي بوث. وفي النهاية غادر ديڤ إلى كوينز بارك رينجرز في أغسطس 2001.